# Schizopera bozici
Schizopera bozici är en kräftdjursart som först beskrevs av Bozic 1964.  Schizopera bozici ingår i släktet Schizopera och familjen Diosaccidae. Inga underarter finns listade i Catalogue of Life.